# Longstellaatcel

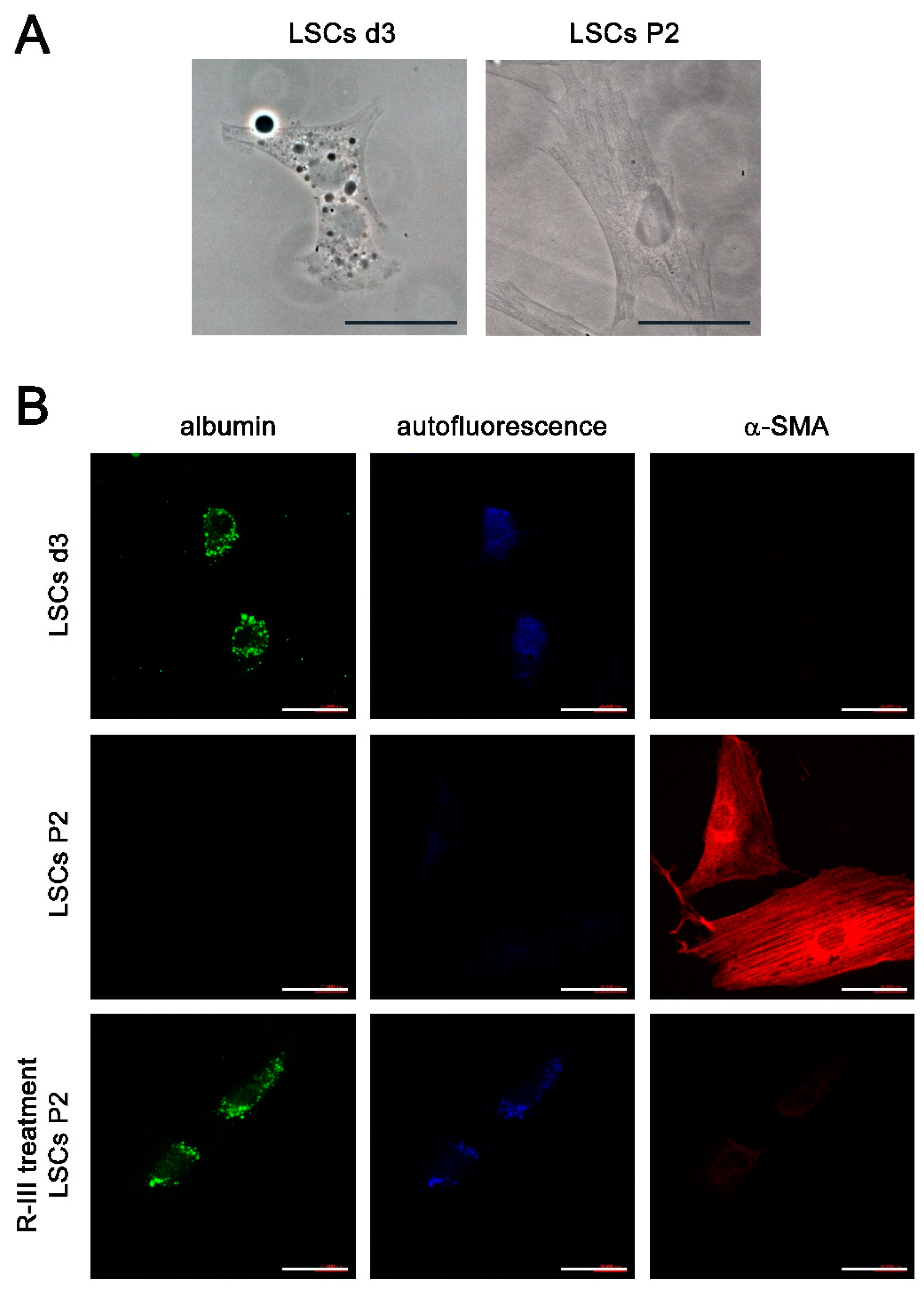
Longstellaatcellen

Longstellaatcellen zijn cellen die zich bevinden in de longen. Longstellaatcellen kunnen net als alvleesklierstellaatcellen uit een rusttoestand naar een geactiveerde toestand transformeren. In een rusttoestand kunnen longstellaatcellen vet en vitamine A opslaan. Ze brengen alfa-gladde spieractine (ACTA2 of α-SMA) en collageen type I, markers voor geactiveerde leverstellaatcellen/myofibroblasten, tot expressie. In een geactiveerde toestand verkrijgen ze myofibroblastische eigenschappen door actinevezels te produceren die in de cel aanwezig zijn en celmigratie mogelijk maken, en door componenten van de extracellulaire matrix van het bindweefsel te produceren, met name collageenvezels, die vervolgens vanuit de cel in het interstitium worden uitgescheiden.

## Klinische betekenis
Idiopathische pulmonale fibrose (IPF) is een chronische longziekte die wordt gekenmerkt door longfibrose van onbekende oorsprong. Myofibroblasten, de primaire extracellulaire matrix (ECM)-secreterende cellen, accumuleren en zetten overmatig ECM-eiwitten af, wat leidt tot de vernietiging van de normale longblaasjes architectuur en verstoring van de gasuitwisseling. Studies met behulp van genetische lineage mapping suggereren dat pericyten en residente fibroblasten de belangrijkste bronnen zijn van littekenvormende myofibroblasten na longletsel veroorzaakt door bleomycine.  IPF leidt tot overlijden binnen 2-5 jaar na de diagnose, en hoewel er aanzienlijke vooruitgang is geboekt in de behandeling van IPF, is er nog steeds geen genezing voor de ziekte.
Longstellaatcellen worden beschouwd als een aantrekkelijk doelwit voor antifibrotische therapiën.